# Matopo selecta
Matopo selecta là một loài bướm đêm trong họ Noctuidae.